# Ángel Martín
Ángel Martín Gómez (Barcelona, 5 de octubre de 1977) es un cómico, guionista, actor, músico y presentador español conocido, sobre todo, por su participación en el programa televisivo Sé lo que hicisteis..., entre el 30 de marzo de 2006 y el 20 de enero de 2011, y por presentar durante 2014 y 2015 el programa de divulgación científica Órbita Laika en La 2. El 19 de marzo de 2018 vuelve a la televisión para presentar WifiLeaks (#0 de Movistar+) junto a su compañera Patricia Conde, lo que supone el reencuentro y la vuelta de ambos presentadores a la televisión en un mismo programa por primera vez desde el éxito que alcanzaron en Sé lo que hicisteis. Desde 2019 hasta 2020, también junto a Patricia Conde y en #0, presentó Dar Cera, Pulir #0, en el que hacían un repaso en tono humorístico de la programación del canal.

## Trayectoria

### Comienzos
Recibió clases particulares de piano en Barcelona y trabajó, junto a su padre y un amigo de este, en un grupo musical en bailes para la tercera edad. Con el dinero que recibía empezó a pagarse estudios de Interpretación en una academia de la ciudad condal, donde, según él, la mayoría de papeles que le otorgaron fueron de tipo oscuro y misterioso.

### Televisión
Mientras vivía en Barcelona, los productores de Paramount Comedy organizaron en el centro de la ciudad un casting para encontrar nuevos talentos en el campo del monólogo y Ángel Martín se presentó con un abrigo por encima, a modo de sábana interpretando un monólogo escrito por él mismo sobre la pesadez que supone ser un fantasma. En ese momento, Ricardo Castella era el director de monólogos de la cadena, y aceptó a Martín en su grupo de cómicos. En Paramount Comedy alcanzó la fama realizando numerosos monólogos, siendo algunos de los más aclamados "Psicofonías y espiritismo" y "Cuentos infantiles".
Ángel Martín también ha participado en varios programas televisivos como Noche sin tregua, presentado por su amigo Dani Mateo, o La noche... con Fuentes y cía (donde tuvo un corto espacio, en un papel que recuerda al que luego desarrolló en Sé lo que hicisteis...: el de un hombre crítico y "pasota"). Asimismo ha sido guionista de la serie de éxito Siete vidas en sus últimas temporadas, en la que apareció en un episodio. 
Desde marzo de 2006 hasta enero de 2011 copresentó diariamente, junto a Patricia Conde, el magacín satírico Sé lo que hicisteis..., en La Sexta, donde ejerció de analista de medios del programa, una sección cuyo guion escribió él mismo y en la que critica, con humor, los programas de televisión españoles basados en la prensa del corazón. A raíz de este espacio, Martín adquirió gran popularidad y reconocimiento, recibiendo dos premios TP de Oro y un Premio de la Academia de la Televisión de España como mejor presentador.
El éxito alcanzado por este último programa motivó que La Sexta le confiara, junto a su compañera Patricia Conde, la presentación de algunos programas especiales como la gala de entrega de los Premios TP de Oro 2006 o las campanadas de fin de año de 2007 y 2008.
El 20 de enero de 2011, tras anunciarlo el lunes anterior,  Ángel dejó el programa Sé lo que hicisteis...; según el propio Ángel, por agotamiento, después de casi cinco años como guionista y presentador del programa.
En marzo de 2014, se confirmó que el cómico volvería a La Sexta tras estar fuera de la televisión durante 3 años, para incorporarse como colaborador en el programa de Andreu Buenafuente llamado En el aire junto a la también periodista Lara Álvarez, aunque su colaboración no duró mucho.
En diciembre de 2014 empieza a presentar el programa científico Órbita Laika en La 2 de TVE, en el que se mantiene dos temporadas, hasta diciembre de 2015.
El 19 de marzo de 2018 regresó a la pequeña pantalla junto con su pareja televisiva, Patricia Conde, en el programa WifiLeaks, en #0 de Movistar+.
Desde 2019, también junto a Patricia Conde y en #0, presentó Dar Cera, Pulir #0, en el que hacían un repaso en tono humorístico de la programación del canal.

### Cine
Fue el protagonista del cortometraje Pernambuco en 2006, rodado en Ogíjares (Granada) junto a Carmen Alcayde. El cortometraje fue dirigido por Alber Ponte. Ángel daba vida a Carlos, un chico que casualmente conoce a una joven (Carmen Alcayde), vecina de su misma localidad pero que por cuestiones del destino nunca había sabido de ella.
El 27 de noviembre de 2007 se celebró el estreno de Marta Molina, su segundo corto como protagonista, dirigido por Javier Ocaña y basado en una historia de este director. Ángel, metido en la piel de Jorge, nos transmite la historia de un fotógrafo dispuesto a devolverle la memoria a su amor de la infancia, Marta (papel interpretado por Laura Sánchez) por medio de un cortometraje.
En el 2003 tuvo un papel en el reparto de la película Sitges-Nagasaki, donde interpretaba a Ignasi, un chico en silla de ruedas.
En 2009, Ángel Martín se estrena como actor de doblaje. En la comedia documental La historia completa de mis fracasos sexuales, Ángel Martín le pone voz a Chris Waitt, director independiente que entrevista a todas sus exnovias, con el fin de encontrar la razón por la que cada una le dejó años atrás y mejorar así su vida sexual. La película, de nacionalidad inglesa, se estrenó en las salas españolas el 13 de febrero de 2009. En 2010 llevó a cabo un corto titulado El Último.

### Teatro
Ángel Martín se estrenó en el teatro con la obra ¡Que viene Richi! (2008), acompañado de varios actores como Secun de la Rosa, Virginia Rodríguez y Jorge Calvo. Está producida por Globomedia, misma productora de Sé lo que hicisteis... y dirigida por Carmen Losa. La obra tuvo buena acogida, aunque en Sé lo que hicisteis... Ángel se quejara de forma cómica del cansancio extra que le suponía compaginar teatro y televisión.
En 2011 realiza el monólogo Un, dos, tres..., probando en el Teatro Chocita del Loro-Senator los martes y los miércoles con un gran éxito.[actualizar]
En junio de 2011, cinco meses después de dejar Sé lo que hicisteis..., estrenó en el teatro la comedia musical Nunca es tarde, que coprotagoniza con otro excolaborador del programa televisivo, Ricardo Castella.  En 2014 vuelven con LOVE 'PAIN LOVE' en el Teatro Infanta Isabela.
En diciembre de 2018 estrena, junto a Cristina Medina y Jaime Figueroa, El Gran Despipote, dirigida por Gabriel Olivares en la Sala Capitol.
Desde 2023 gira por toda España con el espectáculo Punto para los locos.

### Libros
En noviembre de 2021 se publicó su libro Por si las voces vuelven, en el que narra como, el 4 de junio de 2017, tuvo que ser internado en el ala de psiquiatría del Hospital Puerta de Hierro durante quince días, tras sufrir un brote psicótico. En 2023 publica la secuela, Detrás del ruido.

### Internet
En 2010 creó el dominio rajoy2012, una web satírica sobre Mariano Rajoy, al igual que hizo con Isabel Pantoja.[cita requerida]
A partir de diciembre de 2011, trabaja junto a Rober Bodegas y Alberto Casado, en el sitio Solocomedia.[cita requerida] Este proyecto dejó de actualizarse en marzo de 2013.[cita requerida] A principios de 2014, la portada de la web consiste en un letrero con el texto "Volverá..." y enlaces para ver el archivo de vídeos.[cita requerida] El sitio no volvería a subir vídeos hasta 2016, con incorporaciones como la de Mauro Urquiza, pero ya sin Bodegas y Casado.[cita requerida] Posteriormente se incorpora José Lozano como colaborador habitual.[cita requerida]
En mayo de 2013 comenzó junto con Lara Álvarez el proyecto Un día cualquiera, cuya última actualización fue en septiembre de 2013, poco después de que se anunciara el fichaje de Lara Álvarez por parte de La Sexta. En febrero de 2014, tras dejar La Sexta, empezaron para Terra la serie Podría ser peor, muy similar al proyecto anterior, esta vez con periodicidad diaria.[cita requerida]
En marzo de 2020 comienza en Youtube el late night Kédate en kasa. El nombre del programa se debe a la campaña Quédate en casa, surgida dentro del estado de alarma declarado en España debido a la pandemia por COVID-19.
A raíz del confinamiento generado por la pandemia de COVID-19, relanza el canal de Solocomedia con un curso en el que, en tono de humor, da consejo sobre como mejorar canales de Youtube.
En mayo de 2020 comienza en Youtube el podcast Misterios cotidianos junto a José Lozano. En pocas semanas comienza a retransmitirse también en iVoox, Spotify, iTunes y Anchor. 
En octubre de 2020 comienza a subir en su perfil de Twitter y TikTok todas las mañanas el Informativo matinal para ahorrar tiempo, donde recoge las principales noticias con tono humorístico. Estos videos han alcanzado el millón de visitas.
Tiene también un canal de Twitch, desde donde comenta cada mañana con sus seguidores las noticias de su informativo, amplía noticias con sus corresponsales, realiza entrevistas o hace grabaciones de Misterios cotidianos, entre otras.[cita requerida]

## Premios
| Premios                    | Año  | Categoría                                                 | Resultado |
| -------------------------- | ---- | --------------------------------------------------------- | --------- |
| Premios ATV                | 2006 | Mejor presentador/a programas de entretenimiento          | Ganador   |
| Men's Health               | 2007 | Hombre del año - en la sección de comunicación            | Ganador   |
| Premios Zapping            | 2007 | Mejor presentador                                         | Ganador   |
| Premios TP de Oro          | 2007 | Mejor presentador/a programas de variedades y espectáculo | Ganador   |
| Premios TP de Oro          | 2008 | Mejor presentador/a programas de variedades y espectáculo | Ganador   |
| Premio Arrabal             | 2010 | Premio a la web satírica Rajoy2012                        | Ganador   |
| Premios de Internet        | 2021 | Marca personal en redes sociales - Comunicadores          | Ganador   |
| Premios de la Comunicación | 2022 | Categoría Innovación                                      | Ganador   |